# NGC 6378
NGC 6378 is een spiraalvormig sterrenstelsel in het sterrenbeeld Slangendrager. Het hemelobject werd op 13 juli 1876 ontdekt door de Franse astronoom Édouard Jean-Marie Stephan.

## Synoniemen
- UGC 10884
- MCG 1-44-9
- ZWG 55.1
- PGC 60418